# Les Compagnons de l'aventure : Lola et les Sardines
Pour les articles homonymes, voir Les Compagnons de l'aventure.
Ne doit pas être confondu avec Les Six Compagnons.
Les Compagnons de l'aventure : Lola et les Sardines est une série télévisée française en 41 épisodes créée par Pascale Breugnot et diffusée à partir du 24 décembre 1990 dans le Club Dorothée sur TF1.
Produite par Ima Productions et tournée en 1990, 1991 et 1992 à Saint-Sulpice-de-Favières (Essonne), elle sera suivie de Les Compagnons de l'aventure : Les Mégazèbres et Les Compagnons de l'aventure : Les Ouchas.

## Distribution
- Emmanuelle Boidron : Lola
- Gaÿ Etgar : Hoch
- Fabrice Josso : Michel
- Jocelyn Quivrin : Paul dit « Babar »
- Quentin Jacquin : Fred
- Olaf Bécart : Léo
- Pauline Ziadé : Pauline

- Guest-stars :
- Jean Saudray : Le mystère de l'alchimiste
- Michel Tugot-Doris : Le fils du Radjah
- Bruno Queiroz : Le fils du Radjah
- Bruno Lopez : Le fils du Radjah
- Jef Odet Sarfati : Le fils du Radjah
- Sylvie Huguel : Le fils du Radjah
- Jean Bollery : Le lion de Saint Jean d'Acre
- René Boulloch : Le lion de Saint Jean d'Acre
- Jacques Giraud : Le lion de Saint Jean d'Acre
- Sébastien Girbal : Le lion de Saint Jean d'Acre
- Diane Lepvrier : Le lion de Saint Jean d'Acre
- Joao Manoel Machado : Le lion de Saint Jean d'Acre
- Loup Fred Regent : Le lion de Saint Jean d'Acre
- Geneviève Robin : Le complot mystérieux
- Michel Lagueyrie : Le complot mystérieux
- Jacques Bianchi : Le complot mystérieux
- François Lebon : Le complot mystérieux
- Henri Gruvman : La maison hantée
- Bernard Masan : La maison hantée
- Rozenn Milin : La maison hantée
- Yolande Moreau : Chef de bande
- François Chaix : Chef de bande
- Julie-Anne Roth : Chef de bande
- Marc Bessou : Le mystère du vieux château
- Daniel Chabannes : Le mystère du vieux château
- Luc Chaumar : Le mystère du vieux château
- Gabriel Do Paço : Le mystère du vieux château
- Daniel Schenmetzler : Le mystère du vieux château
- Boris Roatta : Chiens perdus
- Alexandra Vandernoot : L' orphelin
- Patrick Lambert : L' orphelin
- Bertrand Gautier : L' orphelin
- Thierry Desroses : L' orphelin
- Yann Trégouët : L' orphelin (rôle de Renaud)
- Elodie Bouchez : Gitans
- François Xavier Rivière : Gitans
- Bruno Lopez : Gitans
- Gérard Sergue : Gitans
- François et Gérard Serre : Gitans
- Sydney Doumbe : La voix étrange
- Jean Marie Fertey : La voix étrange
- Jean Pierre Germain : La voix étrange
- Jean-Michel Dagory : Le jour de la vengeance
- Jean Dell : Le jour de la vengeance
- Jean Marie Fonbonne : Le tiroir secret
- Viviane Lucas De Mouy : Le tiroir secret
- Dimitri Rafalsky : Le tiroir secret
- Claire Ruppli : Le tiroir secret
- Antoine Ouvrier : Pour 100 briques...
- Ysé Marguerite Tran : Pour 100 briques...
- Jean-Marc Truong : Pour 100 briques...
- Miche Carliez : L'art de la chute
- Marie Cosnay : L'art de la chute
- Pierre Abela : L'art de la chute
- Roger Destroy : L'art de la chute
- Françoise Gorewicz : L'art de la chute
- Paul Abraham : L'art de la chute
- Mylène Azria-Spinelli : L'art de la chute
- Chantal Martinand : L'art de la chute
- Dominique Prévost : L'art de la chute
- Sarah Feuer : Vidéo polar
- Olivier Coche : Vidéo polar
- Vincent Nordon : épisode Vidéo polar
- Patrick Lambert : épisode Vidéo polar
- Jean Charles Dumay : épisode Vidéo polar
- Eric Taraud : Vidéo polar
- Jesse White : Vidéo polar et Pour 100 briques...
- Julien Dubois : Vidéo polar, Le secret de Sophie et Pour 100 briques...
- Nadine Marcovici : Le secret de Sophie
- Patrick Aurignac : Le secret de Sophie
- Sylvia Galmot : Poste restante
- Rachel Palmieri: Poste restante
- Pierre Geller : Poste restante et L'art de la chute
- Marc Behin : Poste restante
- Dominique Chagnaud : Double jeu
- Marie Hélia : Double jeu
- Alexandra et Karole Lebéon : Double jeu
- François Pacôme : Double jeu
- Jean-Pierre Rambal : Double jeu
- Philippe Nahon : Recherche vélo désespérément
- Bagheera Poulin : A la recherche des diamants Roses
- Daniel Lombart : A la recherche des diamants Roses
- Jean Reney : A la recherche des diamants Roses
- Lucie Lachaume: Poison d'argile
- Benjamin Boyer : Poison d'argile
- Jean-Pierre Hutinet : Poison d'argile
- Claude Debord : Poison d'argile
- Christian Labrousse : Poison d'argile
- Jean-Charles Belle : Poison d'argile
- Patrick Poivre D'Arvor : journaux télévisés

## Épisodes
1. Le mystère de l'alchimiste
2. Le fils du Radjah
3. Le Lion de Saint-Jean-d'Acre
4. Le complot mystérieux
5. La maison hantée
6. Le mystère du vieux château
7. Chiens perdus
8. L'orphelin
9. Gitans
10. La voix étrange
11. Le jour de la vengeance
12. Le tiroir secret
13. Pour cent briques…
14. L'art de la chute
15. Vidéo polar
16. Poste restante
17. Erreur judicieuse
18. Les chocolats de la Comtesse
19. Course au trésor
20. Double jeu
21. À la recherche des diamants Roses
22. L'auto de Léo
23. Science sans conscience
24. Chef de bande
25. Doigts d'or
26. Joyeux anniversaire
27. La diagonale du pigeon
28. La stratégie de l'azalée
29. Recherche vélo désespérément
30. Le cousin d'Amérique
31. L'envol des scorpions
32. L'inconnue du Santa Rica
33. Liste noire
34. L'orni
35. L'os du pithécanthrope
36. Poison d'argile
37. Safari
38. Tableau de chasse
39. La fiancée de Chine
40. Le secret de Sophie
41. Mauvais parcours